# Мекимдя
Мекимдя́ (якут. Мекимедя) — село в Олёкминском районе Республики Саха (Якутия) России. Входит в состав  Хоринского наслега.

## География
Село находится в юго-западной части Якутии, у реки Намана (приток Лены), на расстоянии 80 км от Олёкминска, административного центра района.

## История
Согласно Закону Республики Саха (Якутия) от 30 ноября 2004 года N 173-З N 353-III село вошло в образованное муниципальное образование Хоринский наслег.

## Население
| 2002 | 2010 | 2021 |
| ---- | ---- | ---- |
| 8    | ↘0   | →0   |

Национальный состав
Согласно результатам переписи 2002 года, в национальной структуре населения якуты составляли 75 % от общей численности населения в 8 чел.